# Jarred Seymour
Jarred Seymour (* 22. Februar 1990 in Toronto, Ontario, Kanada) ist ein ehemaliger kanadisch-australischer Eishockeyspieler, der zuletzt für die Cornell Big Red, das Team der Cornell University, spielte.

## Karriere
Jarred Seymour, der in Kanada geboren wurde, begann seine Karriere bei den Toronto Marlboros Minor, für die er in der Greater Toronto Minor Midget Hockey League, einer unterklassigen Juniorenliga im Einzugsbereich seiner Geburtsstadt. Obwohl ihn die Ottawa 67’s bei der OHL Priority Selection 2006 in der dritten Runde als insgesamt 46. Spieler auswählten, wechselte er in jenem Jahr zu den Wellington Dukes in die Ontario Provincial Junior Hockey League und ein Jahr später zu deren Ligakonkurrenten Stouffville Spirit. Zuletzt spielte er während seines Studiums von 2009 bis 2012 für die Cornell Big Red, das Team der Cornell University, in der National Collegiate Athletic Association.

### International
Obwohl Seymour in Kanada aufgewachsen ist und auch seine gesamte Karriere dort verbrachte, spielte er international für Australien. Im Juniorenbereich vertrat er das Twam aus Down Under bei der U18-Weltmeisterschaft 2005 in der Division III und bei der U18-Weltmeisterschaft 2007 in der Division II. 
Mit der australischen Nationalmannschaft der Herren spielte er bei den Weltmeisterschaften 2009 und 2012 jeweils in der Division I.

## Erfolge und Auszeichnungen
- 2005 Aufstieg in die Division II bei der U18-Weltmeisterschaft der Division III